# 143∽
143∽（ワンフォースリー）は、日本の女性アイドルグループ。DLL.entertainment所属。レーベルはR-village MUSIC。

## 概要
グループ名の143はアルファベットの文字数に由来するスラングで、「I love you」を意味する。
コンセプトは「愛こそ全て 『LOVE IS LIFE』を掲げる"愛と情熱"のエモーショナルロックアイドル」。
解散後メンバー全員が事務所を円満退所しセルフプロデュースアイドルグループ「Finally」を立ち上げた。なお楽曲はDLL.entertainmentに新たに結成された後継グループ「RED-i」に全曲引き継がれている。
2019年開催のアイドルソロクイーンコンテストにて上位を独占し初代最優秀団体賞及び集客特別賞を受賞。
対バンライブへの出演や主催イベント『極音』、『極四』やワンマンライブの開催等を主軸に、メンバー毎に舞台やテレビへの出演、雑誌掲載等の活動を行った。
2018年2月3日に新宿ReNYで開催された対バンライブでデビュー。2019年5月に開催された第6回アイドルソロクイーンコンテストで瀬奈がグランプリを獲得。8月に沙倉が卒業し5人組となる。2020年2月に今井と坂口が加入して7人組となる。10月に坂口が卒業して6人組となる。2021年3月、契約期間満了に伴い、メンバー全員が卒業して活動を終了した。

## 略歴
2018年
2月3日、新宿ReNYで開催された『IDOL LEGEND CARNIVAL』にてデビュー。
2019年
2月1日、渋谷WWWXにて143∽ 1stワンマンライブ『極炎〜今この歌を君に捧ぐ〜』を開催。
2月20日、渋谷GAMEにて『アイドルCAMP in SHIBUYA〜ティーンズ☆ヘブン × 143∽ スペシャル2マンLIVE〜』を開催。
5月5日、第6回アイドルソロクイーンコンテストにて全ての予選を1位通過した瀬奈ジュリがグランプリ、星咲メグ、椿リンカがそれぞれ4位、5位となり出場したメンバー全員が受賞。グループとしては集客特別賞及び今大会から新設された初代最優秀団体賞を受賞。
7月24日、OTODAMA SEA STUDIOにて開催された『IDOL SUMMER 2019』に出演
8月3日・5日、『TOKYO IDOL FESTIVAL 2019』に出演。
8月21日、新宿MARZにて開催された『アイドルCAMP in SHINJUKU』にて沙倉マイが卒業。
2020年
2月3日、主催ライブ極四にて今井アオイ、坂口ミノリが加入、新体制へ。
5月12日、プロデューサーのKOHが代表となり設立したDLL.entertainment所属となる。
6月27日、morph×YOU 作詞作曲チャレンジ企画に参加。morph x 143∽「僕らの歌」（作詞：RINKA 作曲：MEG 編曲：大鹿大輝（morph-tokyo））として期間限定販売をした。
8月29日、@JAM ONLINE FESTIVAL 2020　Futureステージ　に出場。
10月15日、六本木morph-tokyoにて開催された定期公演にて坂口ミノリが卒業。
12月5日、渋谷GAMEにて2年ぶりとなる『R-village PARTY～Teen’s Heaven ＆143∽ 2マン SP～』を開催。
2021年
2月3日、渋谷DIVEにて【2/3(水) 143∽三周年記念miniワンマンライブ!! 感謝⭐︎全曲やりますスペシャル】開催。3/28のワンマンライブをもって全員卒業、現体制終了、所属契約期間満了となることが公式Twitterでも発表された。

## メンバー[8][9]
| 名前                         | 誕生日                 | 出身地   | 身長  | 担当色   | 備考                                                                      |
| ---------------------------- | ---------------------- | -------- | ----- | -------- | ------------------------------------------------------------------------- |
| 椿リンカ つばき りんか       | 1995年7月29日（29歳）  | 岐阜県   | 149cm | 赤       | リードボーカル、元・CANDYIISTRIPE_NEO 元・合法幼女症候群REBOOT            |
| 五十嵐ハルナ いがらし はるな | 1997年5月10日（27歳）  | 長野県   |       | オレンジ |                                                                           |
| 瀬奈ジュリ せな じゅり       | 1995年11月24日（29歳） | 愛知県   |       | 紫       | リーダー、元CANDYIISTRIPE_NEO アイドルソロクイーンコンテスト6代目クイーン |
| 星咲メグ ほしさき めぐ       | 1997年10月31日（27歳） | 兵庫県   | 165cm | 青       | リードボーカル                                                            |
| 関口ティナ せきぐち てぃな   | 1999年6月19日（25歳）  | 神奈川県 | 168cm︎ | 黄       |                                                                           |
| 今井アオイ いまい あおい     | 1999年12月4日（25歳）  | 東京都   |       | 白       |                                                                           |

### 旧メンバー
| 名前                       | 誕生日                | 出身地 | 担当色 | 脱退       | 備考               |
| -------------------------- | --------------------- | ------ | ------ | ---------- | ------------------ |
| 沙倉マイ さくら まい       | 1991年12月9日（33歳） | 東京都 | 白     | 2019年8月  |                    |
| 坂口ミノリ さかぐち みのり | 1998年5月6日（26歳）  | 大阪府 | 水色   | 2020年10月 | 元・恋するフリーク |

## 作品
順位はオリコン週間ランキング最高位。
レーベルはR-village MUSIC。

### CDシングル
| # | 発売日         | タイトル         | 順位  |
| - | -------------- | ---------------- | ----- |
| 1 | 2018年11月27日 | ラプソディノイズ | 141位 |
| 2 | 2018年11月27日 | THIS LIFE        | 144位 |

## 主催イベント
| 開催日         | タイトル                                                          | 会場                | 備考                                                                      |
| -------------- | ----------------------------------------------------------------- | ------------------- | ------------------------------------------------------------------------- |
| 2018年7月10日  | 極音~魂のフェス vol.1~                                            | 渋谷REX             |                                                                           |
| 2018年8月16日  | 極音~魂のフェス~vol.2                                             | 六本木・morph-tokyo |                                                                           |
| 2018年9月20日  | 極音~魂のフェス~vol.3                                             | 渋谷TAKE OFF7       |                                                                           |
| 2018年11月19日 | 極音~魂のフェス~vol.4                                             | 渋谷REX             |                                                                           |
| 2019年1月15日  | 143∽プレゼンツ〜ワンマン直前に急遽4マンやっちゃいますスペシャル〜 | 六本木・morph-tokyo |                                                                           |
| 2019年2月3日   | 143∽ 1st Anniversary 1COIN FES!!                                  | 渋谷TAKEOFF7        |                                                                           |
| 2019年3月19日  | 極音 〜魂のフェス vol.5〜                                         | 代官山SPACE ODD     |                                                                           |
| 2019年4月20日  | 極四 〜極上の4マン〜                                              | 六本木・morph-tokyo |                                                                           |
| 2019年5月10日  | 極四 〜極上の4マン 五十嵐ハルナ生誕祭スペシャル〜                 | 道玄坂DESEO         |                                                                           |
| 2019年6月19日  | 極四〜極上の4マン 関口ティナ生誕祭スペシャル〜                    | 六本木・morph-tokyo |                                                                           |
| 2019年7月4日   | 極音〜魂のフェス vol.6〜                                          | 渋谷REX             |                                                                           |
| 2019年7月29日  | 極四 〜極上の4マン 椿リンカ生誕祭スペシャル〜                     | 道玄坂DESEO mini    | リンカと友希のかつてのユニット「うし☆わか」の一夜限りの再結成を行った     |
| 2019年9月18日  | 極四 〜極上の4マン〜                                              | 六本木・morph-tokyo |                                                                           |
| 2019年10月7日  | 極せん〜極上の無銭〜                                              | 渋谷REX             |                                                                           |
| 2019年11月1日  | 極四〜極上の4マン 星咲メグ生誕祭スペシャル〜                      | 六本木・morph-tokyo |                                                                           |
| 2019年11月24日 | 極四 〜極上の4マン 瀬奈ジュリ生誕祭スペシャル〜                   | 赤羽ReNY alpha      | ジュリと親友の小栗かこ(元GEM)メンバー)とMiYuの3名で合同ステージを披露した |
| 2019年12月12日 | 極音 〜魂のフェス〜                                               | 渋谷REX             |                                                                           |
| 2020年2月3日   | 極四 〜143∽新体制お披露目スペシャル                               | 六本木・morph-tokyo | 今井、坂口のお披露目                                                      |
| 2020年3月26日  | 極音 〜魂のフェス〜                                               | 渋谷REX             |                                                                           |

## 出演

### テレビ
- @JAM ONLINE FESTIVAL 2020　Futureステージ　完全版スペシャル！！ DAY1（2020年12月11日、日テレプラス）